# Gustavo Mero
Gustavo Mero – ekwadorski zapaśnik walczący w obu stylach. Zajął czwarte miejsce na mistrzostwach panamerykańskich w 2004. Brązowy medalista igrzysk boliwaryjskich w 2005 roku.